# Opisthogenia tentaculata
Opisthogenia, Opisthogeniidae, Opisthogenioidea
Super-famille
Famille
Genre
Espèce
Opisthogenia tentaculata est une espèce de vers plats marins, la seule du genre Opisthogenia, de la famille des Opisthogeniidae et de la super-famille des Opisthogenioidea. Elle a été découverte dans le canal de Suez.

## Systématique
Les noms valides complets (avec auteur) de ces taxons sont :
- pour la super-famille : Opisthogenioidea Faubel, 1984[1]
- pour la famille : Opisthogeniidae Palombi, 1928[1]
- pour le genre : Opisthogenia Palombi, 1928[1]
- pour l'espèce : Opisthogenia tentaculata Palombi, 1928[1]

Reclassements
- l'espèce Opisthogenia crassus (Verrill, 1892) est reclassée en  Stylochus crassus Verrill, 1892 (famille des Stylochidae)[1]